# Пластромантия

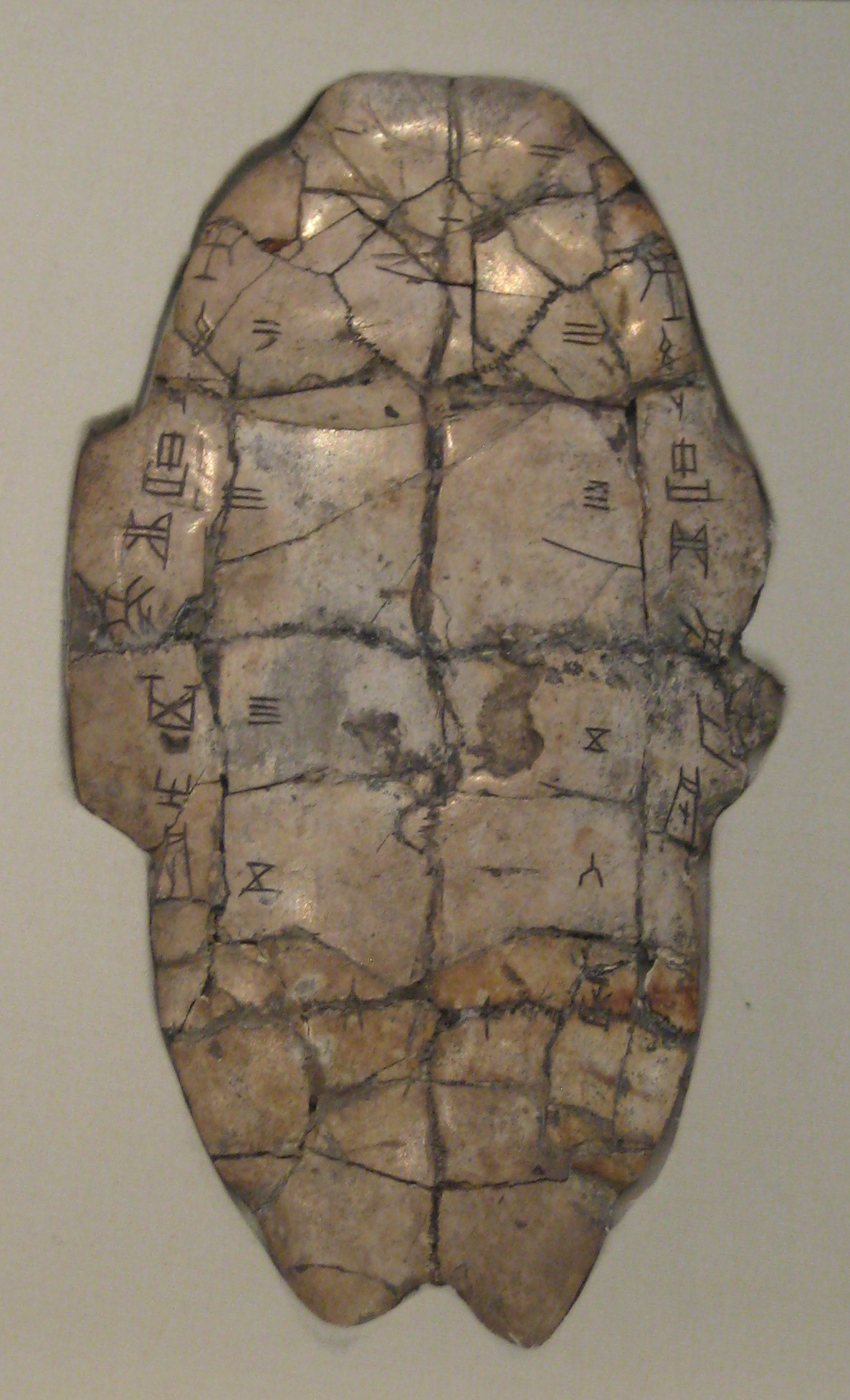
Запись предсказаний на панцире черепахи времён У Дина (ок. 1200 до н. э.)

Пластрома́нтия (от фр. plastron — панцирь, нагрудник + др.-греч. μαντεία — гадание) — разновидность пиромантии с использованием пластрона (нижнего щита панциря) черепах. В древнем Китае этот вид гадания известен с эпохи неолита; он прочно закрепился в эпоху династии Шан и постепенно потерял популярность в эпоху Поздней или Восточной династии Хань, однако продолжал использоваться у некоторых национальных меньшинств на территории Китая.

## Технология гадания
Первоначально пластроны изготовлялись путём просверливания небольших углублений на внутренней поверхности. Во время гадания прорицатель подносил источник огня к этим углублениям, при этом на внешней поверхности образовывался рисунок из трещин. По этим трещинам определяли предсказание и давались ответы на вопросы при гадании по руке. В эпоху династии Шан дата гадания, имя прорицателя и тема записывались на пластроне, иногда вместе с предсказанием. Изредка также добавлялись результаты проверки предсказания. Эти записи вырезались на поверхности пластрона.
Надписи на гадательных костях, относящиеся ко второй половине II тысячелетия до н. э., представляют собой древнейшие памятники китайской иероглифической письменности.
Лопатки волов и других животных, иногда другие кости и даже черепа животных и человека использовались в «остеомантии» (гадании по костям). Более ста тысяч фрагментов таких гадательных костей были обнаружены в археологических раскопках в Китае, особенно много относятся к эпохе династии Шан. Надписи на фрагментах дали ученым много материала о раннем развитии китайской письменности.

## Пластромантия в древнекитайской литературе

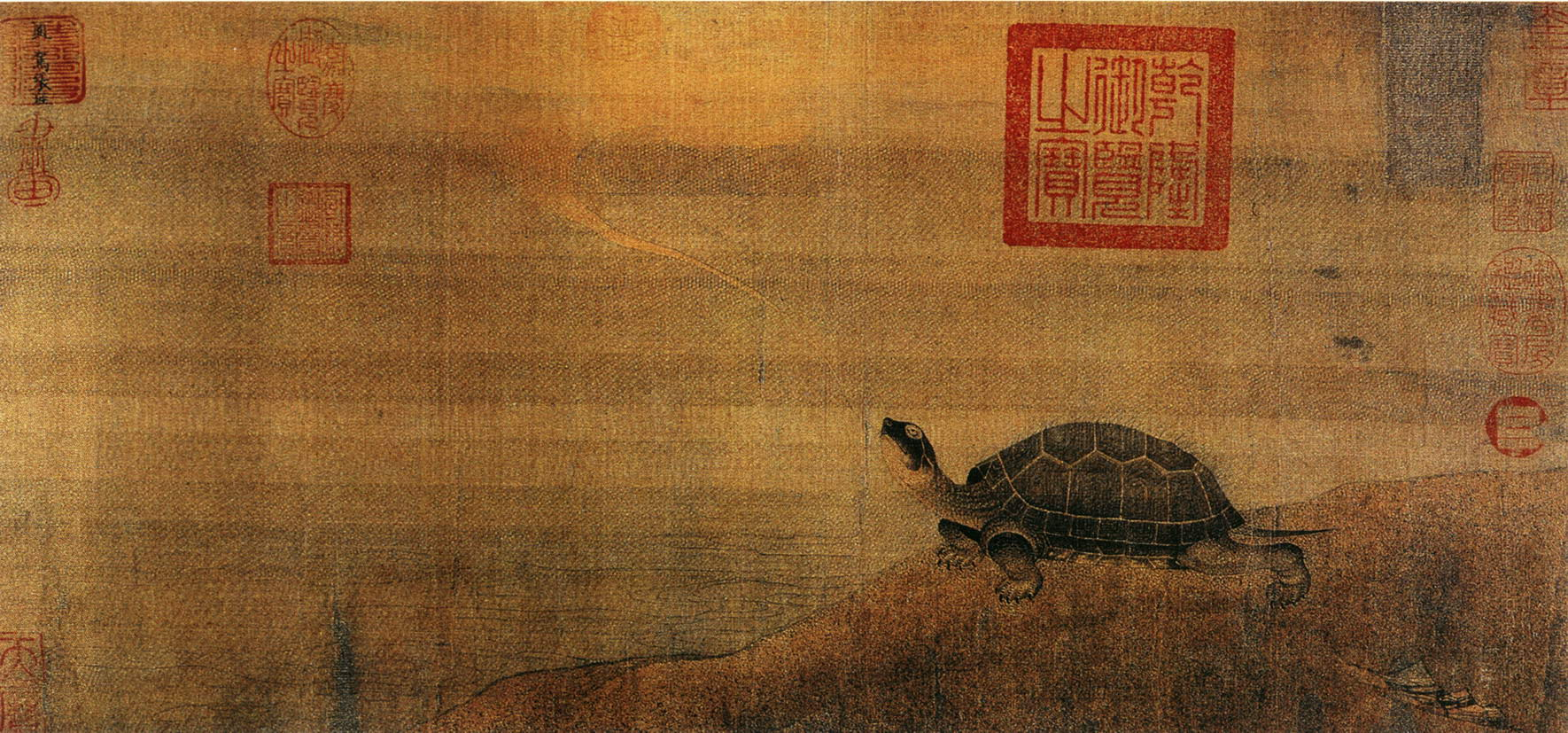
«Божественная черепаха» (神龜). Чжан Гуй, цзиньская эпоха (XII в)

Древнекитайская литература уделяет немало внимания гаданию на черепахах, известному как «гуйцэ» (龜策). Там нередко упоминаются «волшебные», или «божественные» черепахи (神龜, «шэнь гуй»), гадание на панцирях которых дает особо хорошие результаты.
Черепаха (龜, «гуй») многократно упоминается в конфуцианском каноне, как правило, в связи с её ролью в гадании. В рекомендациях по организации жертвоприношений династии Чжоу Конфуций неоднократно рекомендует возлагать черепаху пред всеми другими дарами, ибо она знает будущее.
Сыма Цянь посвятил одну из глав «Исторических записок» гадальщикам на черепахах.